# Yen Bai (cidade)
Yen Bai (em vietnamita: Yên Bái) é uma cidade no Vietname, capital da província de Yen Bai e o principal aglomerado urbano da localidade. 
Possui uma área de 108,15 km². Sua população, em 2009, era de 90 831 habitantes.